# Viorica Dumitru
Viorica Dumitru (Bucarest, 4 agosto 1946) è un'ex canoista rumena.

## Palmarès

### Olimpiadi
- 2 medaglie:
  - 2 bronzi (Città del Messico 1968 nel K-1 500 m; Monaco di Baviera 1972 nel K-2 500 m)

### Mondiali
- 4 medaglie:
  - 1 argento (Città del Messico 1974 nel K-2 500 m)
  - 3 bronzi (Tampere 1973 nel K-1 500 m; Tampere 1973 nel K-4 500 m; Città del Messico 1974 nel K-4 500 m)